# Radomir (wieś)
Radomir (cyr. Радомир) – wieś w Czarnogórze, w gminie Cetynia. W 2011 roku liczyła 7 mieszkańców.